# Pierre Mauléon
Pierre Mauléon (1744-1831), meunier à Beuxes près de Loudun, est considéré comme le père de la trufficulture française.